# António Travassos
António Silva Travassos (nascido em 24 de setembro de 1971) é um atleta de fundo português. Ele competiu nos 1500 metros masculinos nos Jogos Olímpicos de Verão de 1996.